# Halhta Tjalhta
Halhta Tjalhta är en musikgrupp som framför sydsamisk jojk med inslag av jazz. Gruppens namn är sydsamiska och betyder "Nästan Omöjligt". Frontpersonen Anna Kråik upptäckte jojk i vuxen ålder genom en workshop på Samiska veckan i Umeå 2003. De övriga medlemmarna sysslade tidigare med jazz och klassisk musik. Gruppen bildades år 2007 sedan musikerna samarbetat i jojkoperan "Skuvle Nejla"  Hösten 2009 gav de ut sin första skiva.